# Myron Lapka
Myron Lynn Lapka (nacido el 10 de mayo de 1956) es un ex tackle defensivo de fútbol americano en la Liga Nacional de Fútbol Americano (NFL). Fue seleccionado por los Gigantes de Nueva York en la tercera ronda del Draft de la NFL de 1980. Lapka jugó fútbol americano universitario en el sur de California.